# كال ديكسون
كال ديكسون (بالإنجليزية: Cal Dixon)‏ هو لاعب كرة قدم أمريكية أمريكي، ولد في 11 أكتوبر 1969 في فورت لودرديل في الولايات المتحدة.

## وصلات خارجية
- كال ديكسون على موقع مرجع كرة القدم المحترفة.كوم (الإنجليزية)